# Erax varians
Erax varians är en tvåvingeart som först beskrevs av Johann Wilhelm Meigen 1830.  Erax varians ingår i släktet Erax och familjen rovflugor. Inga underarter finns listade i Catalogue of Life.